# عميروش آيت حمودة
عميروش آيت حمودة (العقيد عميروش)، ولد يوم 31 أكتوبر 1926 بقرية تاسافت أوقمون إحدى قرى إبودرارن بجبال جرجرة بالجزائر. واستشهد من أجل استقلال الجزائر في يوم 29 مارس 1959 بمدينة بوسعادة ودفن بمقبرة العالية.

## نشاطه السياسي
انضم إلى حركة انتصار الحريات الديمقراطية بمدينة غليزان أين كان يشتغل في إحدى المتاجر إلى جانب النشاط السياسي المتمثل في توزيع المناشير وتبليغ التعليمات والدعاية للحركة وجمع الاشتراكات.كان نشاطه مكثفا وملحوظا مما جعل السلطات الفرنسية تعتقله مرتين الأولى سنة 1947 والثانية سنة 1948 فأذاقته شتى أنواع الإهانة والتعذيب. بعدما ضاقت به السبل سافر إلى فرنسا سنة 1950 لمزاولة نشاطه السياسي.

## نشاطه أثناء الثورة
قبل أندلاع الثورة التحريرية بشهرين عاد إلى الجزائر ليلتحق بصفوفها بناحية عين الحمام. أبدى عميروش قدرة كبيرة على تنظيم الجهاد مما جعله يتدرج في المسؤوليات بدأ كمسؤول لناحية عين الحمام بعد استشهاد قائدها الأول ثم مسؤول ناحية القبائل الصغرى أين تمكن في ظرف وجيز من إرساء النظام الثوري وتكوين الخلايا في القرى والمداشر.
مع نهاية سنة 1955 ارتقى عميروش إلى رتبة ملازم ثاني، وتمكن من مواجهة كل المخططات التي رسمها العدو ومن أشهرها عملية الأمل والبندقية كما برزت حنكة عميروش ومدى تحديه للمستعمر من خلال سهره على التنظيم الأمني لمؤتمر الصومام
فرغم محاصرة المنطقة بأكثر من 60 ألف عسكري فرنسي إلا أنه أمر بتكثيف العمليات العسكرية في الأماكن المجاورة لتضليل العدو، كما أعد خمس كتائب وجهزها بالأسلحة لتشرف مباشرة على أمن المؤتمرين إلى جانب الاستعانة بالمسبلين والمواطنين.
في ربيع سنة 1957 قام بمهمة إلى تونس التقى خلالها بقادة الثورة هناك، واتصل ببعض المسؤولين في الولايات الأولى والثانية كان من بينهم سي الحواس. وفي صائفة 1957 تم تعيينه قائدا للولاية الثالثة بعد أن التحق كل من كريم بلقاسم ومحمدي السعيد بلجنة التنسيق والتنفيذ بتونس..

## استشهاده
بعد اجتماع العقداء سنة 1958 وبعد مناقشة أمور الثورة كلف العقيد عميروش رفقة سي الحواس بمهمة الاتصال بالقيادة بتونس، وتنفيذا لتلك المهمة التقى عميروش بسي الحواس ناحية عين الملح. وفي يوم 29 مارس 1959، وقع العقيدين في اشتباك عنيف مع قوات العدو استشهدا فيه معا بجبل ثامر (حاليا ببلدية تامور سيدي محمد - دائرة عين الملح - ولاية المسيلة).